# Al-Adab wa-l-Fann
Die arabischsprachige Zeitschrift al-Adab wa-l-Fann (arabisch الأدب والفن, DMG al-Adab wa-l-Fann ‚die Literatur und die Kunst‘) erschien von 1943 bis 1945 in London. Herausgeber war der britische Verlag „Hodder & Stoughton“, der 1868 gegründet wurde und bis heute existiert.
Die Zeitschrift richtete sich an eine arabischsprachige Leserschaft mit dem Ziel, sie umfassend über literarische und künstlerische Themen der damaligen Zeit zu informieren. Das Hauptanliegen der Zeitschrift war jedoch nicht nur, über zeitgenössische britische und arabische Literatur und Kunst zu informieren, sondern die Leser zum Meinungsaustausch mittels Leserbriefen anzuregen. In der Rubrik „Literaturaustausch“ wurde ausgewählte britische sowie arabische Prosa mit dem Aufruf veröffentlicht, eine entsprechende arabische oder englische Übersetzung einzureichen, die dann ebenfalls publiziert wurde.
Neben Porträts über zeitgenössische bekannte britische Literaten, wie John Masefield und Walter Whitman, erschienen ausgewählte wissenschaftliche Abhandlungen, Gedichte sowie Romanauszüge bekannter internationaler Autoren der damaligen Zeit. Zahlreiche Artikel über kulturelle und wissenschaftliche Errungenschaften und Einrichtungen, wie die Schreibmaschine, die britische Eisenbahn, bekannte Bibliotheken und Universitäten Englands, fanden ebenso Platz wie Texte zu gegenwärtiger Musik, Kunst und Philosophie.
Die Zeitschrift finanzierte sich zusätzlich durch zahlreiche Werbung britischer Produkte und Marken, die in jeder Ausgabe großzügig verteilt waren.